# 최현 (배우)
최현(1981년 5월 11일 ~ )은 대한민국의 배우이다.

## 출연작

### 영화
- 《서울두더지》 (2014년) - 김진호 역
- 《색즉시공 시즌 2》 (2007년) - 상우 역
- 《찍히면 죽는다》 (2000년) - 경식 역

### 드라마
- 《연남동 539》 (2018년, MBN)
- 《당신은 너무합니다》 (2017년, MBC) - 최군 역
- 《굿바이 미스터 블랙》 (2016년, MBC) - 최실장 역
- 《천국의 눈물》 (2014년, MBN) - 박만기 역
- 《유혹》 (2014년, SBS) - 김두현 역
- 《기황후》 (2013년, MBC) - 발라첩목아 역
- 《여왕의 교실》
- 《자체발광 그녀》 (2012년, KBS) - 우도진 역
- 《신의 퀴즈 2》 (2011년, OCN) - 김홍철 역
- 《사랑찬가》 (2005년, MBC) - 종훈 역

### 뮤직비디오
- 솔지 - 처음 그 느낌처럼
- 가비앤제이 - Happiness
- 가비엔제이 - 그래도 살아가겠지